# 蕭撒八
蕭撒八（?—?），辽国官员。契丹人。又名顺、无曲，字周隐，萧孝穆次子。
辽兴宗重熙初年，补祗候郎君。他善於骑射、马毬。后来因为是外戚，加检校太傅，为永兴宫使，总领左右护卫，同知点检司事。蕭撒八娶魏国公主耶律跋芹，拜驸马都尉，为北院宣徽使，依然总知朝廷礼仪。重熙末年，出任西北路招讨使，封武宁郡王。辽道宗清宁初年去世，追封齐王。